# Tiagba
Tiagba este un oraș din Coasta de Fildeș.